# Édouard Fortunatus de Bade-Bade
Édouard-Fortunatus de Bade-Bade (en allemand, Eduard Fortunat von Baden-Baden), né à Londres le 17 septembre 1565, décédé le 8 juin 1600 au château de Kastellaun Hundsrück.
Membre de la Chambre royale de Zähringen en 1588, il fut margrave de Bade-Bade de 1588 à son abdication en 1596.

## Famille
Fils de Christophe II de Bade-Bade et de la princesse Cecilie Vasa de Suède (1540-1627).
Édouard Fortunatus de Bade-Bade épousa le 13 mars 1591 Marie von Eicken (en) (morte en 1636), (fille de Jacques von Eicken)
Quatre enfants sont nés de cette union :
- Anne Marie Lucrèce de Bade (1592-1654)
- Guillaume Ier de Bade-Bade, margrave de Bade-Bade
- Hermann Fortunatus (1595-1665), margrave de Bade-Rodemarchern, en 1627 il épousa Antoinette de Créhange (Criechingen) (morte en 1635), (fille du comte Christophe de Créhange),(postérité), veuf il épousa en 1636 Sidonie de Falkenstein (1605-1675), (fille de Philippe von Baun, comte de Falkenstein), (postérité)
- Albert Charles de Bade (1598-1626)

## Biographie
La reine Élisabeth Ire d'Angleterre porta le jeune Édouard de Bade sur les fonts baptismaux et souhaita que le petit prince prît le prénom d'Édouard.
Comme sa mère, Édouard de Bade aimait le luxe. Il vécut un long moment en Italie à la Cour d'Alexandre Farnèse. Lorsqu'il hérita du comté de Bade-Bade son amour du luxe aggrava la situation déjà précaire du comté. Cette situation financière des plus désastreuses l'obligea à se demander s'il ne ferait pas mieux de vendre ou louer le comté aux Fugger.
En 1594, les finances d'Édouard de Bade étaient au plus bas. Il s'attacha les services d'hommes peu scrupuleux et ceux de deux alchimistes nommés Francesco Muscatelli et Paul Pestalozzi. Son cousin, Frédéric de Baden-Durlach, tenta sans succès de faire empoisonner les deux Italiens.
En 1596, Frédéric de Bade-Durlach et son fils Georges ayant envahi le comté de Bade-Bade, Édouard dut prendre la fuite.
Il mourut brutalement quelques années plus tard et fut inhumé au monastère d'Engelport.